# Distrito de Chichas

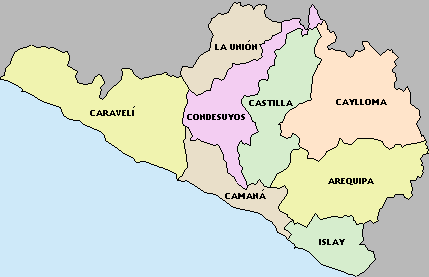
Provincias de Arequipa

El distrito de Chichas es uno de los ocho distritos que conforman la provincia de Condesuyos en el departamento de Arequipa, bajo la administración del Gobierno regional de Arequipa, en el sur del Perú.
Este distrito está conformado por los pueblos de Queñuamarca, Yanque, Santa Catalina, Yachanguillo y Chanchallay.
Desde el punto de vista jerárquico de la Iglesia católica forma parte de la Prelatura de Chuquibamba en la arquidiócesis de Arequipa.

## Historia
Este distrito fue creado mediante Ley del 2 de enero de 1857, en el gobierno del Presidente Ramón Castilla.

## Geografía
Chichas se encuentra ubicado a 2120 m s. n. m. situado en la parte baja de la quebrada de Salamanca y por consiguiente tiene clima cálido.Los anexos que lo conforman son : Queñuamarca, Yachanguillo, Santa Catalina, Yanque y Chanchallay.

## Economía
Produce vino, ya que en su anexo de Yachaguillo se plantaron las primeras cepas que trajeron los españoles, así como toda clase de árboles frutales en los anexos de Santa Catalina y Chanchallay.
Una de las frutas más apreciadas es la palta que produce el valle en sus diversas variedades, que venden en las ciudades de Chuquibamba y Aplao.En los anexos de Queñuamarca y Yanque sus habitantes se dedican a la agricultura donde producen : papas, maíz, habas, quinua, trigo, cebada, ollucos ( las ocas, las papalisas, el año) y toda clase de verduras.  Así mismo se dedican a la crianza de ganado vacuno para venta y consumo de su carne, su leche y producen el mejor queso de la región. También crían ganado ovino, caprino, porcino, cuyes y toda clase de aves de corral, para la preparación de sus platos típicos en sus fiestas y trabajos comunales.

## Autoridades

### Municipales
- 2019 - 2022[3]
  - Alcalde: EIDER SERAPIO GARCIA VELA, de Arequipa - Unidos por el Gran Cambio.
  - Regidores:

  1. Jhanio Richar Vela Quispe (Arequipa - Unidos por el Gran Cambio)
  2. Edith Luisa Yaro Zevallos (Arequipa - Unidos por el Gran Cambio)
  3. Salome Alodio Condo Ayñayanque (Arequipa - Unidos por el Gran Cambio)
  4. Jaime Joaquín Delgado Maihuire (Arequipa - Unidos por el Gran Cambio)
  5. Ronal Damaso Ataucure Condo (Fuerza Arequipeña)

Alcaldes anteriores
- 2011-2014:[4] Tomás Wuile Ayñayanque Rosas, del Movimiento Condesuyos Progresa (CP).
- 2007-2010: Tomás Wuile Ayñayanque Rosas.

### Policiales
- Comisario: SS PNP Chacón Fernández Silverio Raúl

## Festividades
- Carnavales. Chichas, Queñuamarca y Yanque (febrero - marzo)
- Semana Santa. Chichas (marzo-abril)
- Santa Cruz de Mayo y Santísima "Virgen del Carmen" Patrona de Queñuamarca (3 y 4 de mayo)
- Virgen del Carmen y San Antonio de Padua en Yanque (28 de julio)
- Virgen del Rosario. Chichas (7 y 8 de octubre)

## Turismo
Para llegar al Distrito de Chichas, viajamos por la ruta de Chuquibamba, llegamos a Comucha donde divisamos el impresionante nevado del Coropuna, luego llegamos a Arata, seguimos la ruta de derecha, luego la ruta de la izquierda por Pariavire donde divisamos a las llamas, alpacas, ovejas, cabras y vicuñas con la atenta mirada del gran Coropuna, pasamos por Occoruro, donde se divisa la gran represa de agua, llegando a Huambo por donde baja la carretera a Chichas, divisamos los bellos paisajes: como el pueblo de Queñuamarca con su Torre y Iglesia de material noble, Chaupe Corral, Salviane, Santa María, llegando a la partición de la carretera que entra a Queñuamarca, luego divisamos Ocsoja y Willcate, llegamos a Santiago divisando el gran Solimana que a sus pies cobija al Pueblo de Yanque. Luego el Profundo cañón de Loroma , también se divisa Chiuro, seguimos bajando ya vamos llegando a Visve, después divisamos todo el valle de Chichas con su río caudaloso, con sus Árboles frutales : Fusia, Aymaya, Chanchallay , Yachanguillo , Caucallay, Santa Catalina, Pillhuaycha, Sauso y llegamos al Pintoresco pueblo de Chichas, con su plaza y el gran monumento al Lorito Chicheño.
El valle de Chichas se caracteriza por ser productor de paltas de diversas variedades y toda clase de frutas, es un valle interandino con paisajes panorámicos con profundos cañones y su río caudaloso. La danza "Ashjkata Pallaichis" es oriunda del pueblo de Chichas.
Aparte se pueden visitar diversos lugares turísticos como el "Sillón del Inca", el bosque de piedras y otros lugares más que se encuentran ubicados en diversos puntos del valle.
EL GRAN MIRADOR  DE HUAMBO.
es un lugar previligiado , que se encuentra junto al arco de bienvenida del distrito, a unos 100 metros de subida para el lado  de Salamanca ,donde comienza el desfiladero  de bosques de piedras  del cerro de Huambo . Desde aquí se divisa  la bajada  de la carretera al hermoso pueblo de Queñuamarca y a todo el valle de Chichas.También se divisa los volcanes de Sara sara , Solimana , Firuro ,Coropuna, Sabancaya , Huandoy.Así mismo se divisa la represa de Occoruro ,el cerro de Antapuna ,  sus grandes mesetas donde pastan hermosas  viucuñas, lllamas , alpacas , cabras y ovejas al cuidado de sus pastores-